# Шерстокрылы
Шерстокрылы, или кагуаны (лат. Dermoptera) — отряд древесных плацентарных млекопитающих, встречающихся в Юго-Восточной Азии. Насчитывает всего два современных вида.

## Описание
Длина тела шерстокрыла составляет 36—43 см, масса — до 2 кг. Голова небольшая, с большими глазами, отлично приспособленными для бинокулярного зрения. На голых подошвах лап существуют плоские площадки, образующие присасывательные диски. Резцы уплощены, крайние имеют вид гребешков. Грудина — с небольшим килем.
По земле шерстокрылы передвигаются медленно. Наиболее приспособлены к планированию, однако активно летать не могут. При прыжке дальность планирования достигает 140 м. Шерстокрылы планируют с помощью плотной, покрытой мехом перепонки, соединяющей все конечности, хвост и шею этих животных. Кожаная перепонка натянута между передними и задними конечностями, начинаясь от шеи, позади ушей, по бокам тела и заканчиваясь у кончика хвоста.
Питаются шерстокрылы листвой деревьев и плодами.

## Классификация
В настоящее время по общепринятой классификации шерстокрылы выделены в самостоятельный отряд Dermoptera, который вместе с приматами входит в монофилетическую группу Primatomorpha.
- Euarchontoglires
  - Грызунообразные (Glires)
    - Грызуны (Rodentia)
    - Зайцеобразные (Lagomorpha)

  - Эуархонты (Euarchonta)
    - Тупайи (Scandentia)
    - Приматоморфы (Primatomorpha)
      - Шерстокрылы (Dermoptera)
      - Приматы (Primates)
        - Plesiadapiformes
        - Мокроносые (Strepsirhini)
        - Сухоносые (Haplorhini)

В отряде шерстокрылов 2 современных и 5 ископаемых родов:
- Отряд Dermoptera — Шерстокрылы
  - † Род Dermotherium
    - † Dermotherium chimaera
    - † Dermotherium major

  - † Род Elpidophorus
    - † Elpidophorus elegans
    - † Elpidophorus minor

  - † Род Plagiomene
    - † Plagiomene accola
    - † Plagiomene multicuspis
    - † Plagiomene zalmouti

  - † Род Planetetherium
    - † Planetetherium mirabile

  - † Род Worlandia
    - † Worlandia inusitata

  - Семейство Cynocephalidae — Шерстокрыловые[5]
    - Род Cynocephalus — Шерстокрылы
      - Cynocephalus volans — Филиппинский шерстокрыл, или кагуан

    - Род Galeopterus — Малайские шерстокрылы
      - Galeopterus variegates — Малайский шерстокрыл